# BWX Technologies
BWX Technologies (BWXT) ist ein US-amerikanischer Nukleartechnologiekonzern.

## Produkte und Dienstleistungen
BWX Technologies liefert Komponenten für die Kernreaktoren von U-Booten und Flugzeugträgern der US-Marine (Kernenergieantrieb) und fertigt Reaktordruckbehälter für zivil genutzte Kernkraftwerke. Darüber hinaus stellt BWXT Forschungsreaktoren für Hochschuleinrichtungen und nationale Laboratorien in den USA her.
In seinen kanadischen Werken in Arnprior und Peterborough produziert das Unternehmen Brennstoff für CANDU-Reaktoren, während am Hauptsitz in Lynchburg im US-Bundesstaat Virginia TRISO-Kernbrennstoff hergestellt wird.
Ein weiteres Betätigungsfeld ist die Instandhaltung und der Betrieb nuklearer Anlagen im Auftrag Anderer sowie der Rückbau von nuklearen Anlagen und die Behandlung von radioaktiven Abfällen. Unter anderem betrieb der direkte Vorgänger von BWXT – die Nuklearsparte von Babcock & Wilcox (B&W) – die Pantex Plant, eine staatliche Anlage zur Herstellung von Kernwaffen, sowie den Y-12 National Security Complex, eine Anlage, in der früher Uran für das Manhattan-Projekt angereichert wurde. Eine Verlängerung der Verträge für den Betrieb der Anlagen verlor B&W im Jahr 2014 an Wettbewerber.
Im Bereich der Nuklearmedizin entwickelt und produziert BWX Technologies Radiopharmaka für therapeutische und diagnostische Zwecke.
Weiterhin entwickelt das Unternehmen thermonukleare Raketentriebwerke sowie transportable Kernreaktoren für den Einsatz auf der Erde und für die Raumfahrt, wie zum Beispiel den X-NTRV.
Die Geschäftstätigkeiten des Unternehmens werden in drei Bereiche gegliedert. Im Bereich „Nuclear Operations“ wird die Produktion von Reaktorkomponenten und Kernbrennstoff für militärische Anwendungen, insbesondere durch die US-Marine, zusammengefasst. Dieser Bereich war im Geschäftsjahr 2021 für einen Umsatzanteil in Höhe von etwa 76 % verantwortlich.
Der Geschäftsbereich „Nuclear Power“ umfasst die Herstellung von zivilen Dampfgeneratoren, Wärmetauschern, Druckbehältern und Kernbrennstoff. Der Geschäftsbereich konzentriert sich damit vornehmlich auf Produkte für die zivile Nutzung der Kernenergie und machte im Jahr 2021 einen Anteil von circa 19 % vom Gesamtumsatz aus. Unter den Geschäftsbereich „Nuclear Services“ fallen sonstige Dienstleistungen im Auftrag der US-Regierung wie Betrieb von staatlichen Nuklearanlagen sowie Umweltdienstleistungen. Dieser Bereich war im Jahr 2021 der kleinste mit einem Anteil von etwa 6 % am Gesamtumsatz.

## Geschichte
BWX Technologies entstand im Jahr 2015 durch ein Spin-off des Nukleargeschäfts und des Geschäfts mit Staatsaufträgen des US-Anlagenbaukonzerns Babcock & Wilcox. Im selben Jahr ging BWXT an die Börse.
Das Unternehmen Babcock & Wilcox, das 1867 gegründet wurde, stieg zu Kriegszeiten zwischen 1943 und 1945 mit der Zulieferung von Komponenten für das Manhattan-Projekt in das Nukleargeschäft ein. Das Unternehmen gewann nach dem Zweiten Weltkrieg eine staatliche Ausschreibung zur Erforschung von Antriebssystemen für die US-Marine und lieferte Komponenten für das erste nukleargetriebene U-Boot der Welt, die Nautilus. Im weiteren Verlauf der direkten Nachkriegszeit und des Kalten Krieges wirkte das Unternehmen unter anderem am Bau des Kernkraftwerks Shippingport mit, baute den Reaktor der NS Savannah und war an der Entwicklung und dem Bau weiterer nuklearer Anlagen beteiligt. Zwischen den Jahren 2000 und 2014 betrieb Babcock & Wilcox die Pantex Plant (Amarillo, Texas) und den Y-12 National Security Complex (Oak Ridge, Tennessee). Im Jahr 2008 wurde das Unternehmen Nuclear Fuel Services übernommen.
Im Jahr 2021 beschäftigte BWXT 6600 Mitarbeiter, davon 5350 in den Vereinigten Staaten und 1250 in Kanada.